# Peter Skov-Jensen
Peter Skov-Jensen (ur. 9 czerwca 1971 w Esbjergu) – duński piłkarz grający na pozycji bramkarza.

## Kariera klubowa
Karierę piłkarską Skov-Jensen rozpoczął w klubie Esbjerg fB, wywodzącym się z rodzinnego Esbjerga. W 1990 zadebiutował w jego barwach w 2. division. W tym samym roku jego zespół spadł do nowej 2. division, która po reorganizacji rozgrywek stała się trzecim poziomem ligowym. W 1992 Duńczyk stał się podstawowym bramkarzem Esbjergu. W tym samym roku awansował z nim do drugiej ligi duńskiej, 1. division. W 1994 Esbjerg spadł do 2. division, jednak w następnym roku powrócił do 1. division. W 1997 Skov-Jensen odszedł do Herning Fremad. W 1999 jego klub połączył się z Ikast FS i utworzył FC Midtjylland, a sam Duńczyk dołączył do nowo powstałej drużyny. W 2000 Midtjylland awansował do najwyższej ligi duńskiej, Superligaen. W tych rozgrywkach Skov-Jensen zadebiutował 22 lipca 2000 w wygranym 4:0 spotkaniu z Lyngby FC.
Na początku 2005 Skov-Jensen przeszedł za 235 tysięcy euro do niemieckiego VfL Bochum. W Bundeslidze zadebiutował 7 maja 2005 w przegranym 1:2 wyjazdowym meczu z 1. FC Nürnberg. Również w 2005 Bochum spadło do 2. Bundesligi, jednak w następnym roku powróciło do najwyższej ligi niemieckiej.
W lipcu 2007 na zasadzie wolnego transferu Skov-Jensen odszedł do norweskiego Sandefjord Fotball. Jego zespół w tym roku spadł z Tippeligaen do 1. divisjon. W 2008 Duńczyk przeszedł do Køge BK. Po sezonie 2007/08 zakończył karierę.

## Kariera reprezentacyjna
W 1990 Skov-Jensen rozegrał 3 spotkania w reprezentacji Danii U-21. W dorosłej reprezentacji zadebiutował 12 października 2002 w wygranym 2:0 meczu eliminacji do Euro 2004 z Luksemburgiem. W 2004 został powołany przez Mortena Olsena na ten turniej. Był na nim rezerwowym i nie rozegrał żadnego spotkania. Łącznie wystąpił 4 razy w kadrze narodowej Danii w latach 2002–2004.

## Kariera trenerska
Po zakończeniu kariery zawodniczej był trenerem bramkarzy m.in. w BK Avarta oraz SC Egedal. Trenował też młodzieżowe drużyny Ølstykke FC.